# Sandra Atsuko Bacher
Sandra Atsuko „Sandy” Bacher (ur. 28 maja 1968 na Long Island)  – amerykańska judoczka i zapaśniczka. Trzykrotna olimpijka w judo. Dziewiąta w Barcelonie 1992 i Sydney 2000 i dziewiętnasta w Atlancie 1996. Akademicka wicemistrzyni świata w 1990. Piąta na mistrzostwach świata w 1993. Druga w mistrzostwach panamerykańskich w 1996, 1997, 1998, 2000. Trzecia w igrzyskach panamerykańskich w 1999 roku.
Jako zapaśniczka pięciokrotnie uczestniczyła w mistrzostwach świata. Złoto w 1999; srebro w 1997; brąz w 1998; czwarta w 1996 i dziewiąta w 1995 roku. Druga na mistrzostwach panamerykańskich w 1997 i 1998 roku.
Zawodniczka University of Washington.